# Mètres au-dessus de la mer

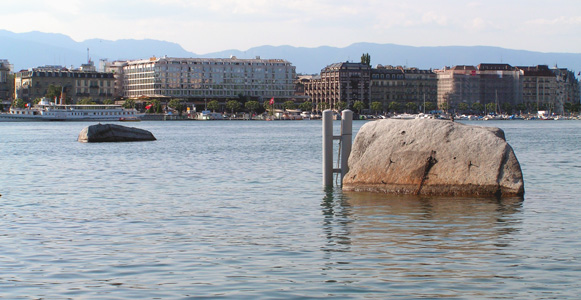
Vue des pierres du Niton dans la rade de Genève, le point d'origine du système géodésique national de référence de la Suisse et du Liechtenstein.

Les mètres au-dessus de la mer, en allemand Meter über Meer (m ü. M.), sont le système géodésique national de référence de la Suisse et du Liechtenstein. Son point d'origine sont les pierres du Niton à Genève dont l'altitude est elle-même définie par le nivellement général de la France ayant pour repère de référence le marégraphe de Marseille.

Références de hauteur en Europe

## Histoire
Ce système géodésique est défini en 1902.